# Ivan Lukich Sorokin
Ivan Lukich Sorokin (tiếng Nga: Ива́н Луки́ч Соро́кин; 4 tháng 2 năm 1884 - 1 tháng 11 năm 1918) là một sĩ quan trong quân đội Đế quốc Nga trong Chiến tranh thế giới thứ nhất, chỉ huy Hồng quân vùng nam Nga trong Nội chiến Nga, là đảng viên Đảng Lao động Dân chủ Xã hội Nga và là lãnh đạo của quân Bolshevik trong cuộc Cách mạng Tháng Mười tại vùng Cu Băng.
Sorokin là chỉ huy của quân đoàn Hồng quân thứ 11 ở phía bắc dãy núi Kazkav. Ông bị tước chức và xử tử ngày 1 tháng 11 năm 1918 bởi quân Taman vì kết tội phản bội và gây chia rẽ Hồng quân.